# كارل هاينز هنريكس
كارل هاينز هنريكس (بالألمانية: Karl-Heinz Henrichs) كان دراج ألماني في صنف سباق الدراجات على المضمار. سبق أن شارك في دورة الألعاب الأولمبية الصيفية وفاز بميدالية أولمبية.

## الميداليات
| الميدالية | المسابقة                       |
| --------- | ------------------------------ |
| ذهبية     | الألعاب الأولمبية الصيفية 1964 |
| فضية      | الألعاب الأولمبية الصيفية 1968 |

## روابط خارجية
- كارل هاينز هنريكس على موقع أرشيف الدراجات (الإنجليزية)
- كارل هاينز هنريكس على موقع اللجنة الأولمبية الدولية (الإنجليزية)
- كارل هاينز هنريكس على موقع أوليمبيديا (الإنجليزية)